# Publio Cornelio Léntulo Marcelino
Publio Cornelio Léntulo Marcelino (en latín, Publius Cornelius Lentulus Marcellinus) fue un político y senador del Imperio romano. En el año 18 a. C., fue elegido cónsul junto con Gneo Cornelio Léntulo. 
Fue hijo de un Publio y nieto de un Gneo. Su padre asumió el cargo de cónsul sufecto en 35 a. C. Si bien no se conoce su cognomen, se sabe que su abuelo fue Gneo Cornelio Léntulo Marcelino, cónsul en 56 a. C. Según esta reconstrucción, su abuela fue Escribonia, la segunda esposa de Augusto.